# Changan CS35 Plus
La Changan CS35 Plus è un'autovettura prodotta dalla casa automobilistica cinese Chang'an Motors dal 2019.

## Storia

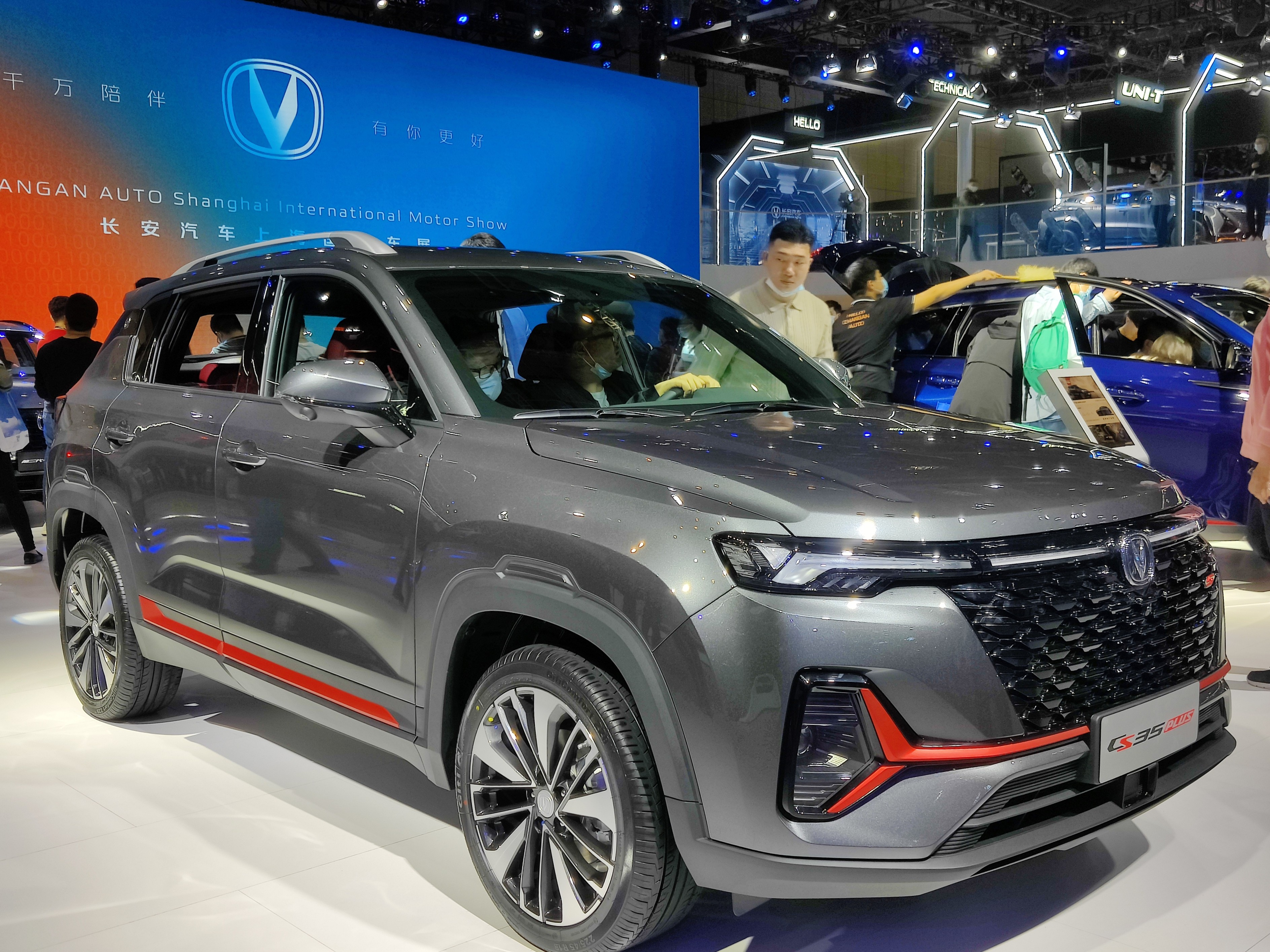
CS35 Plus restyling 2021

La vettura ha debuttato al Salone dell'Auto di Chengdu 2018 ed è stata lanciata ufficialmente sul mercato cinese nell'ottobre 2018.
La CS35 Plus originariamente doveva andare a sostituire la CS35, tuttavia il progetto è stato modificato e la CS35 lanciata in precedenza è rimasta a listino, con la CS35 Plus che si va a posizionare nel segmento superiore delle Crossover SUV di medie dimensioni. L'unico motore disponibile al momento del lancio è un quattro cilindri aspirato da 1,6 litri che produce 117 cavalli.

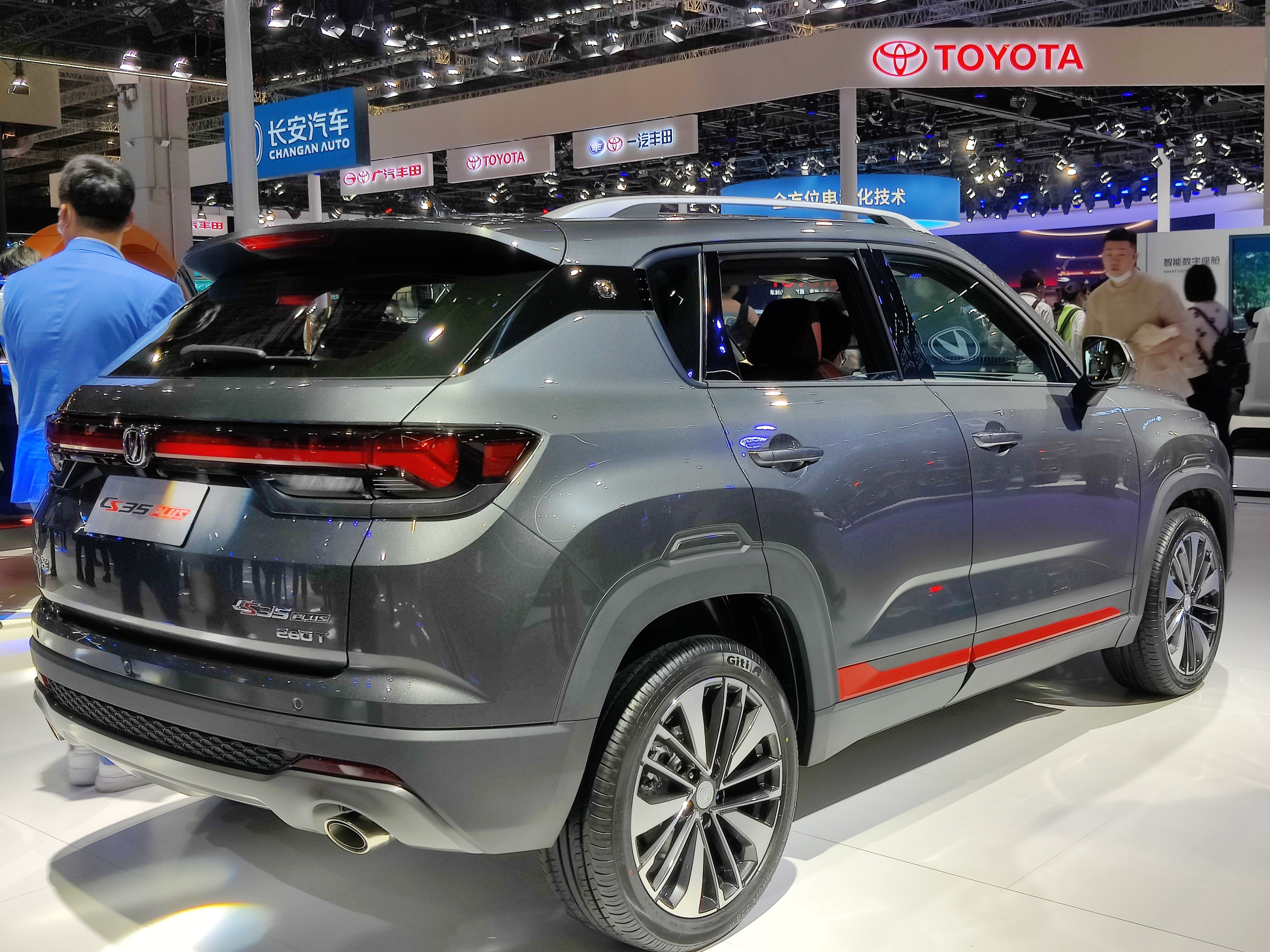
Retro CS Plus restyling

### Aggiornamento 2021
La vettura è stata sottoposta ad un restyling lanciato nel gennaio 2021, con i maggiori cambiamenti riservati alla parte anteriore che è stata totalmente ridisegnata e che hanno interessato in parte anche il posteriore, per essere più in linea con il design delle contemporanee vetture della Changan.
Il modello aggiornato è alimentato da un motore aspirato da 1,6 litri denominato "JL478QEP" che produce 128 CV（94 kW), abbinato ad una trasmissione manuale a 5 marce, CVT che simula 8 marce e un automatico a 6 marce.
A partire da marzo 2021, è disponibile un motore turbo da 1,4 litri che sviluppa 160 CV（118 kW) e 260 Nm abbinato a un cambio DCT doppia frizione a 7 velocità.